# Ligne de Fossano à Coni
La ligne de Fossano à Coni (en italien ferrovia Fossano-Cuneo) est une ligne ferroviaire italienne. Courte ligne à voie unique et électrifiée, elle relie les gares de Fossano et de Coni dans le Piémont. C'est un maillon des relations entre Turin et Vintimille ou Nice, en assurant la liaison entre les lignes de Turin à Savone et de Coni à Vintimille. 

## Caractéristiques

### Tracé
La ligne débute en gare de Fossano en parallèle avec la ligne de Turin à Savone dont elle s'éloigne sur la droite dès la sortie de la gare. À la sortie de cette courbe elle prend la direction de Centallo en suivant un axe en direction du sud-ouest. Elle comprend un court tronçon à deux voies lorsqu'elle passe devant l'ancienne gare de Maddalene, puis commence une longue courbe sur la gauche avant d'arriver au tronçon à trois voies pour le passage en gare de Centallo, seule gare intermédiaire ouverte.
En sortant de la gare la ligne poursuit sa courbe à gauche pour se placer sur un axe sud sud-ouest passe par l'ancienne gare de San Benigno, puis atteint les différents embranchements. Après une courbe à gauche, elle traverse le Viaduc Soleri (it) sur la Stura di Demonte, et effectue une courbe sur la droite pour arriver en gare de Coni.

## Exploitation
Le trafic est composé de trains voyageurs et de trains de marchandises.